# Драгумис, Стефанос
Стефанос Драгумис (греч. Στέφανος Δραγούμης; 1842, Афины, Королевство Греция — 15 сентября 1923, там же) — греческий юрист и государственный деятель. Видный деятель Борьбы за Македонию. Премьер-министр Греции в 1910 году.

## Биография
Был вторым сыном в семье видного греческого политика из греческих македонян Николаоса Драгумиса (1809—1879).
Окончил юридический факультет Парижского университета. По возвращении в Грецию до 1875 года работал в судебном корпусе, когда был назначен генеральным секретарём в министерстве юстиции, прозрачности и прав человека. В 1879 году был избран депутатом от епархии Мегар от партии Харилаоса Трикуписа. В период правления Трикуписа дважды занимал пост министра иностранных дел Греции (1886—1889) и (1892—1893), а также назначался министром юстиции и министром внутренних дел Греции (1888—1890). Участвовал в подготовке летних Олимпийских игр 1896 года в Афинах, в отношении которых проявил скептическое отношение, в частности, отверг идею государственного финансирования.
После смерти Трикуписа, продолжил принимать участие в политических делах в качестве независимого депутата.
В силу своего македонского происхождения проявлял повышенный интерес к делам, находившейся под османским контролем, Македонии. Впервые он отправил оружие греческим революционерам в Македонии в 1871 году:249-6. Создание Россией в 1878 году болгарского государства и его первоначально предполагаемые границы согласно условиям Сан-Стефанского мира, повысили угрозу греческим интересам в Македонии. Он вступил в «Македонский комитет», который поддержал восстание греков-македонян:203.
Являлся одним из основных организаторов Борьбы за Македонию, вместе со своим сыном, Ионом Драгумисом и своим зятем Павлосом Меласом:57. Отправишиеся в Македонию офицеры Мелас и братья Мазаракисы Константин и Александр поддерживали контакт с Драгумисом. Его сын, Ион, в ноябре 1902 года был назначен помощником консула Греции в Монастир, откуда руководил борьбой против болгар и осман:249.
Именно Стефанос Драгумис принял попечительство над детьми македономаха Константина Христу, после того как они были присланы епископом Германом в декабре 1902 года в Афины:56. В 1904 году принял делегацию македонян из Козани, просивших отправки в Македонию офицеров и оружия:63.
В период 1906—1908 годов, вместе с Димитриосом Гунарисом, Π. Протопападакисом, А. Панайотопулосом, А. Александрисом и Э. Репулисом, образовал в парламенте так называемую тогда «Японскую группу».
После Афинского восстания (1909) при поддержке «Военной лиги» сформировал временное правительство, которое возглавлял с января по октябрь 1910 года, одновременно занимал пост министра финансов. В этой должности организовал парламентские выборы для формирования нового состава Национального собрания:277. Подал в отставку 29 сентября/12 октября после чего правительство возглавил приглашённый «Военной лигой» с Крита Элефтериос Венизелос:278.
Впоследствии занимал пост губернатора Крита (1912) а затем, после побед греческой армии в Балканских войнах, — губернатора Македонии (1913). Активно поддерживал идею создания Музея византийской культуры в Салониках, который был открыт в 1917 году.
В период Национального раскола (1915—1917), примкнул к противникам Венизелоса:312 и возглавлял министерство финансов в правительствах Александра Заимиса и Стефаноса Скулудиса.
На выборах 1915 и 1920 годов был избран в парламент в качестве независимого депутата. В 1915—1916 годах занимал пост министра финансов Греции.
Был автором многих политических, филологических и археологических работ, опубликованных в греческих и иностранных журналах. Самые значительные из них: «Македонский кризис», «Страна и валюта», «Хроника Мореи», «Иностранные кредиторы» и другие.

## Брак и дети
Жена — Елизавета Ивановна (1851—1931), дочь греческого консула в Санкт-Петербурге Ивана Егоровича Кондоянаки и Натальи Федосеевны (урожд. Купчинской). В браке родились дети:
- Наталия Мела (1872 – 1973), муж Павлос Мелас, сын Михаил (1894-1950) и дочь Зоя (1898-1996)
- Николаос Драгумис (1874 – 1933), художник
- Ион Драгумис (1878 – 1920)
- Александра Драгуми (1880-1977), дважды замужем, 6 детей
- Марика Драгуми (прибл. 1886- ок. 1939)
- Филиппос Драгумис (1890-1980), писатель, политик, публицист
- Александрос Драгумис (1891-1977), архитектор